# Карсо
Карсо́ (рос. Карсо) — присілок у Вавозькому районі Удмуртії, Росія.
Населення — 29 осіб (2010; 33 в 2002).
Національний склад (2002):
- росіяни — 82 %

Урбаноніми:
- вулиці — Польова